# 1040 w literaturze
Wydarzenia literackie w 1040 roku.

## Urodzili się
- Ibn Aqil, muzułmański teolog (zm. 1119)
- Muhammad ibn Abbad al-Mutamid, arabski poeta (zm. 1095)
- Szlomo ben Icchak, żydowski teolog (zm. 1105)

## Zmarli
- Asjadi, perski poeta (rok narodzin nieznany)
- Manuczehri, perski poeta (rok narodzin nieznany)